# Niko Kata
Senga Nicolás Kata Martínez, noto semplicemente come Niko Kata (Barcellona, 15 gennaio 1993), è un calciatore equatoguineano con cittadinanza spagnola, attaccante del Cerdanyola del Vallès e della nazionale equatoguineana.

## Caratteristiche tecniche
È un difensore centrale.

## Carriera

### Nazionale
Ha esordito con la nazionale equatoguineana l'11 ottobre 2016 in occasione dell'amichevole pareggiata 1-1 contro il Libano.